# What Times Are These
What Times Are These ist ein Studioalbum des Jamie Baum Septet+. Die am 10. und 11. April 2023 im Oktaven Audio Studio, Mt. Vernon (New York), entstandenen Aufnahmen erschienen am 5. April 2024 auf Sunnyside Records.

## Hintergrund
Die Flötistin Jaimie Baum nahm das Album mit dem Trompeter Jonathan Finlayson, dem Holzbläser Sam Sadigursky, dem Waldhornisten Chris Komer, dem Gitarristen Brad Shepik, dem Pianisten Luis Perdomo, dem Bassisten Ricky Rodriguez, dem Schlagzeuger Jeff Hirshfield und dem Perkussionisten Keita Ogawa s auf. Hinzu kamen die Sänger Theo Bleckmann, KOKAYI, Sara Serpa und Aubrey Johnson.
Der Titel des Albums ist inspiriert von Adrienne Richs Gedicht „What Kinds of Times Are These“ aus dem Jahr 1995; er bezieht sich auf das surreale, chaotische Milieu nach dem Ausbruch der COVID-19-Pandemie im Frühjahr 2020, als, wie Baum es ausdrückt, „einer nach dem anderen die Auftritte fielen wie Dominosteine und alles geschlossen wurde.“ Sie fährt fort: „Es war biblisch, wie die Plagen. Wir machen weiter, und dann, bumm, bleiben wir stehen.“ Jamie Baum begann darauf mit dem Schreiben dieser Musik, als ihre Tournee durch die USA ein Vierteljahr später abgesagt wurde, da COVID-19 die Vereinigten Staaten traf. Nach dem letzten ihrer ersten drei Auftritte kehrte sie in ihre New Yorker Wohnung zurück und begann Musik zu schreiben, nachdem sie einen Internet-Podcast mit dem Titel „A Poet A Day“ von Bill Moyers gehört hatte. Sie wählte ihre Lieblingsgedichte aus, schrieb Musik zu den Texten und rekrutierte Sänger, die die Texte zusammen mit der Musik sangen oder in manchen Fällen auch vorlasen.
Sie vertonte Gedichte zeitgenössischer Frauen, von Marge Piercy, Tracy K. Smith, Lucille Clifton, Naomi Shihab Nye und Adrienne Rich.

## Titelliste
- Jamie Baum Septet+: What Times Are These (Sunnyside SSC 1722)[3]

1. In The Light of Day (feat. Keita Ogawa) 5:55
2. To Be of Use (Text: Marge Piercy) 9:55
3. An Old Story (feat. Aubrey Johnson & Keita Ogawa) (Text: Tracy K. Smith) 9:22
4. In Those Years (feat. Theo Bleckmann) (Text: Marge Piercy) (Text: Adrienne Rich) 9:34
5. What Kind of Times Are These (feat. Sara Serpa) (Text: Adrienne Rich) 6:42
6. Sorrow Song (feat. KOKAYI & Aubrey Johnson) (Text: KOKAYI, Lucille Clifton) 6:13
7. My Grandmother in the Stars (feat. Sara Serpa) (Text: Naomi Shihab Nye) 7:38
8. I Am Wrestling with Despair (feat. Sara Serpa) (Text: Marge Piercy) 5:47
9. Dreams (feat. Aubrey Johnson) () 7:33
10. In The Day of Light (feat. Keita Ogawa) 6:02

Die Kompositionen stammen von Jamie Baum.

## Rezeption

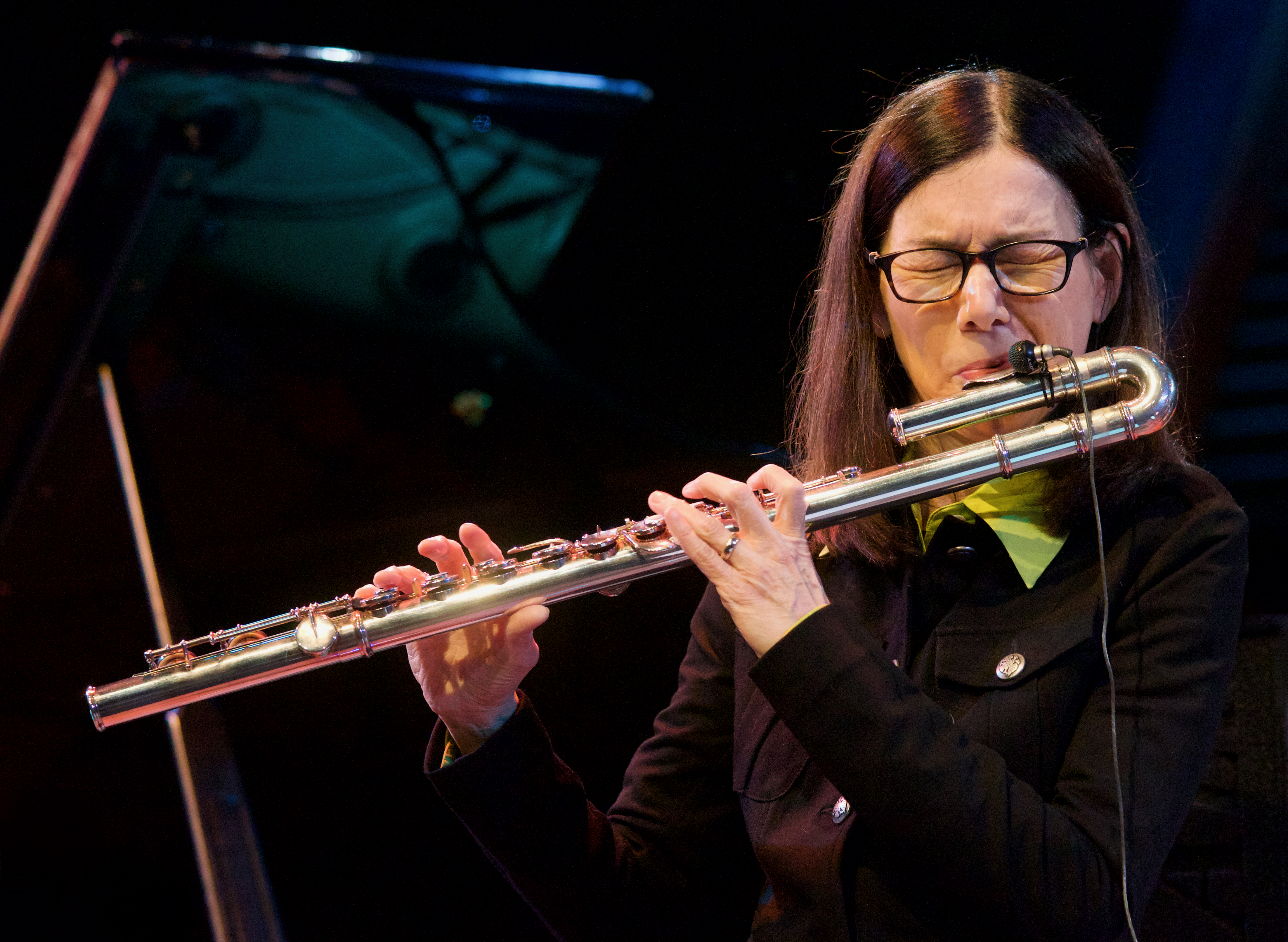
Jamie Baum (2018)

Jamie Baums Album würde unterschiedlichen Klänge zu einem zusammenhängenden Ganzen verweben, schrieb Dave Sumner in Bandcamp. Konstant bleibe das besondere Talent der Flötistin, dem Unkonventionellen ein Gefühl von Normalität zu verleihen, eine Anmutung von avantgardistischer Modernität sowohl in der Vergangenheit als auch in der Gegenwart. Diese Aufnahme diene auch als Reiseführer zu All-Stars der modernen Jazzszene.
Baum nutze die Klangfarben und -stile der verschiedenen Stimmen als kompositorische Farben und schaffe damit Vertonungen, die die individuellen Stimmen der ausgewählten Dichterinnen hervorheben würden, schrieb Katchie Cartwright in All About Jazz. Sara Serpas jenseitiger flötenartiger Klang werde so zur inneren Stimme von Naomi Shihab Nye, die sich in „My Grandmother in the Stars“ an ihre liebe verstorbene Vorfahrin wendet. Im Gegensatz dazu klinge Kokayis messingfarbene Stimme in Cliftons „Sorrow Song“ durch und fordere den Zuhörer heraus, etwas im Hier und Jetzt zu tun. „Sorrow Song“ sei das Herzstück des Albums und konzentriere sich auf „die Augen der Kinder von Buchenwald, Vietnam und Johannesburg …“ mit einem unerbittlichen Groove und stimmlich eingefärbten Bläserlinien, die die schreckliche Bildsprache, das „außerordentliche Böse im gewöhnlichen Menschen“, verstärken.
Baums Präsenz auf ihrem Instrument sei kraftvoll, aber [bewusst] reduziert, so Cartwright weiter. Sie trete nur mit wenigen Soli in Erscheinung, andernorts lasse sie das Instrument Teil des Ensemblegefüges werden und stelle mehr ihre virtuosen Bandkollegen in den Vordergrund. Mit „What Times Are These“ bekräftige sie ihre Position als erstklassige Komponistin mit einer großen Vorstellungskraft, einem wachsenden Spektrum an Erfahrungen, einer raffinierten Feder und einer fähigen Gruppe williger musikalischer Komplizen.
Die von Poesie inspirierte Musik der New Yorker Flötistin habe einen mal funkigen, mal schwungvollen, mal elegischen Einschlag, meint Derek Ansell (Jazz Journal). Dabei handle es sich um ein umfassendes Musikprogramm, bei dem Baum es geschafft habe, zeitgenössischen Jazz, Rap und Lyrik-Lesungen in einem starken Album zu vereinen. Dabei würde sich die Musik des Septetts mit der Poesie, vorgetragen von verschiedenen Sängern, zu einigen beeindruckende Stücken verbinden. Es sei ein faszinierendes Album, das Liebhaber von zeitgenössischem Jazz und Poesie und möglicherweise auch Liebhaber klassischer Musik ansprechen dürfte.
Das Album gelangte im Juli 2024 auf #31 bei dem von Tom Hull erhobenen Mid-Year Jazz Critics Poll.